# Jaroslav Šíma
Jaroslav Šíma (22. ledna 1944 Pelhřimov – 20. února 2020) byl český hokejista.
Byl odchovancem Karlových Varů, kde hrál již v sedmnácti letech druhou nejvyšší soutěž na pozici útočníka. V roce 1963 narukoval do jihlavské Dukly, kde se však neprosadil do ligového kádru a hrál za VTJ Litoměřice a VTJ Hodonín. Po odchodu do civilu získal angažmá v Gottwaldově, kde ho trenér Vladimír Kobranov zařadil do obrany. V roce 1968 utrpěl vážnou nehodu na motocyklu a v průběhu rekonvalescence byl vyřazen z kádru, takže přijal nabídku na přestup do HC Sparta Praha. Zde se stal oblíbencem fanoušků jako průkopník v roli „zlého muže“ vyhledávajícího tvrdé osobní souboje. V roce 1974 byl silně medializován jeho likvidační zákrok na Jaroslava Holíka, za který byl distancován na dva měsíce. Po osmi sezónách ve Spartě se vrátil do Gottwaldova a kariéru ukončil ve Spolaně Neratovice.
V nejvyšší soutěži odehrál 412 utkání a vstřelil 73 branek. Za československou reprezentaci nastoupil k sedmnácti zápasům.